# Lijst van XMPP-servers
Dit is een lijst van XMPP-servers. Dit is de software die op de server draait en waarmee clients verbinding maken.

## Open-source
- chime
- DJabberd
- ejabberd
- jabberd14
- jabberd2
- Openfire
- OpenIM
- pretzel
- psyced
- Tigase
- WPJabber
- xmppd.py
- Xabber Server

## Commercieel
- Antepo OPN
- iChat Server
- Jabber XCP
- Merak IM
- SoapBox Server
- Sun Java System Instant Messaging
- TIMP.NET